# Australaena hystricina
Australaena hystricina is een spinnensoort in de taxonomische indeling van de buisspinnen (Anyphaenidae).
Het dier behoort tot het geslacht Australaena. De wetenschappelijke naam van de soort werd voor het eerst geldig gepubliceerd in 1942 door Lucien Berland.